# Aeropuerto de Norman Wells
El Aeropuerto de Norman Wells (del inglés: Norman Wells Airport) (IATA: YVQ, OACI: CYVQ)  se encuentra en Norman Wells, Territorios del Noroeste, Canadá

## Aerolíneas y destinos
- Canadian North
  - Inuvik / Aeropuerto de Inuvik
  - Yellowknife / Aeropuerto de Yellowknife
  - Edmonton / Aeropuerto Internacional de Edmonton
- North-Wright Airways
  - Fort Good Hope / Aeropuerto de Fort Good Hope